# 46a Divisió (Exèrcit Popular de la República)
La 46a Divisió va ser una divisió pertanyent a l'Exèrcit Popular Republicà que va lluitar en la Guerra Civil Espanyola en defensa de la legalitat republicana. Estava constituïda en la seva majoria per soldades d'ideologia comunista i durant bona part de la seva vida operativa va estar dirigida pel comandant Valentín González (El Campesino).

## Historial

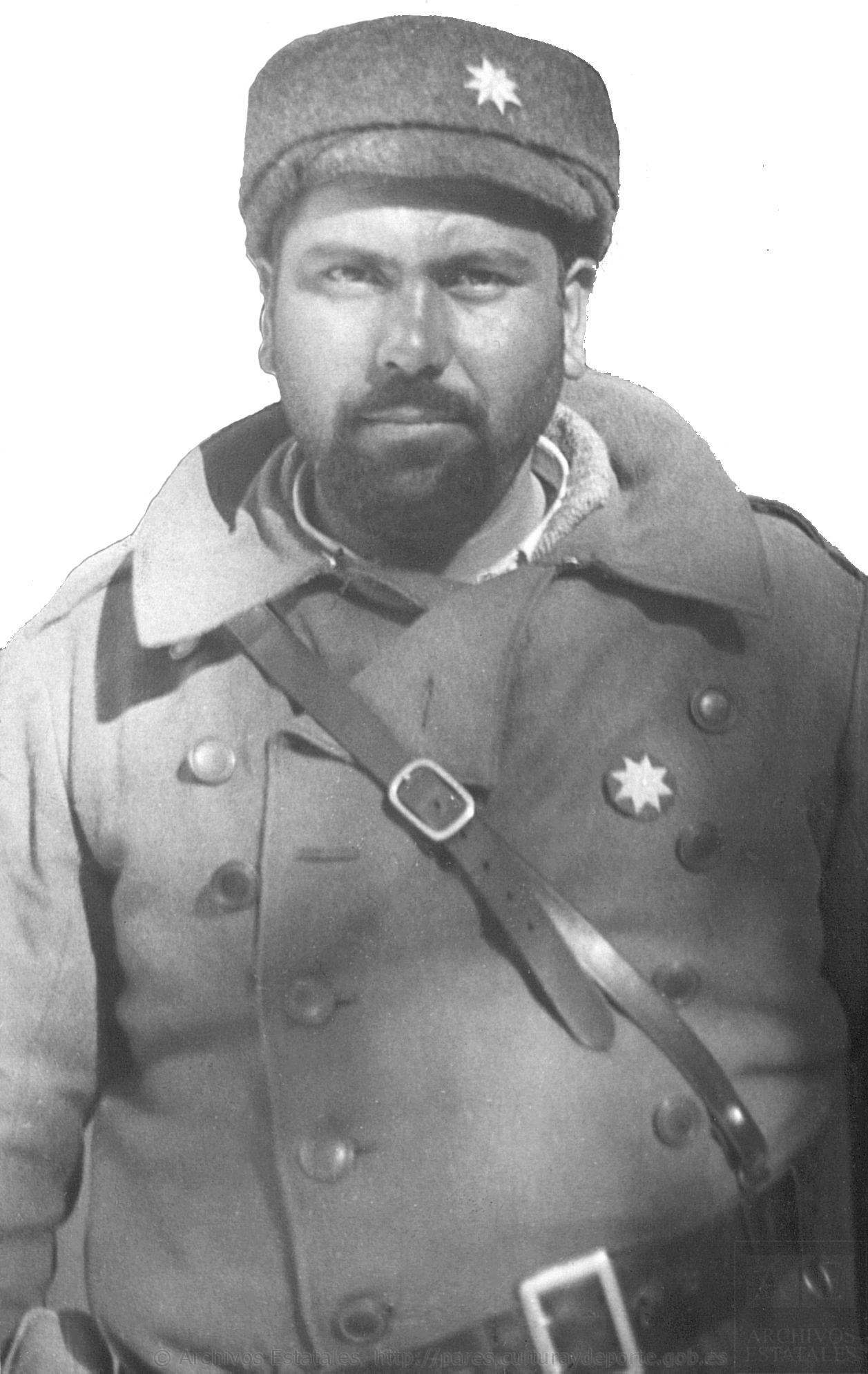
Valentín González "El Campesino"

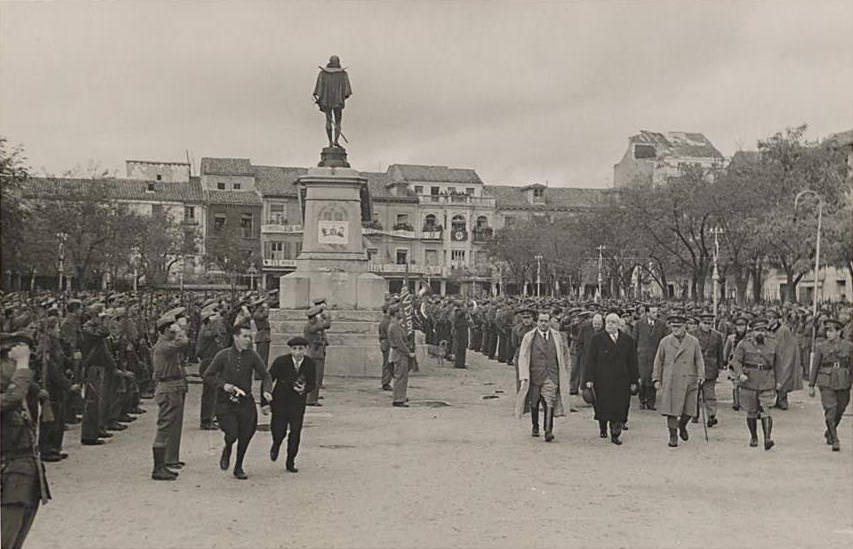
Manuel Azaña, Juan Negrín i el general Miaja visiten a les forces de la 46a Divisió, a Alcalá de Henares (13 de novembre de 1937).

La divisió va ser creada al juny de 1937 mitjançant l'agrupació de les Brigades mixtes 10a i 101a, aquesta última de la qual havia estat comandant el Major de milícies Valentín González González. Més endavant se li van afegir altres brigades mixtes.

### Batalla de Brunete
Per a alleujar la pressió dels revoltats sobre la zona republicana al Nord, el Estat Major Central republicà va planejar una ofensiva en el Front de Madrid, amb la intenció d'envoltar a les divisions franquistes que envoltaven la capital des del sud-oest. Va ser enquadrada al costat de les divisions 11a i 15a en el nou V Cos d'Exèrcit. El 8 de juliol els homes del Campesino havien aconseguit les primeres cases de Villanueva de la Cañada, que va ser capturada l'endemà. Durant la batalla uns 300 homes de la divisió foren capturats pels Regulares marroquins i més tard van aparèixer morts i amb greus mutilacions. Poc després els homes de «El Pagès» van capturar a tot un tabor de marroquins però, en resposta a l'anterior matança, van ser afusellats 400 regulars africans. Va sofrir unes baixes de tal calibre que va haver de retirar-se a les seves casernes a Alcalá de Henares.

### Al Front d'Aragó
Al setembre participaria en la batalla de Belchite al costat de la 11a Divisió de Líster i la 35a Divisió internacional del General "Walter". No va intervenir en les primeres fases de la batalla de Terol, però a principis de 1938 és enviada a la zona per a rellevar a les unitats republicanes més desgastades. Durant la batalla de l'Alfambra el general Hernández Saravia va sol·licitar l'enviament de la veterana 10a Brigada Mixta per a intentar frenar l'atac franquista, però «El Campesino» es va negar rotundament.
Els republicans van llançar forts contraatacs al llarg de tota la línia el front turolense per a detenir l'ofensiva franquista però no van poder evitar que el 21 de febrer quedés Terol totalment voltada. «El Campesino» i la seva 46a Divisió es troben voltats a l'interior de la ciutat, envoltats d'un gran nombre de ferits i morts. Conscient del setge, Saravia li va ordenar la retirada, encara que després de la presa de Terol per les tropes franquistes, aquests van aparèixer dispersos i desarmats pels camins, havent deixat enrere als ferits durant la retirada imposada per Valentín González, la qual cosa va provocar que uns 1500 fossin fets presoners dins de la ciutat per les tropes franquistes. Valentín González acusà Modesto i Líster d'haver-li deixat abandonat a la seva sort a Terol però Líster el va acusar d'haver desertat del camp de batalla i haver deixat abandonats als seus homes.
Després d'aquest fracàs la unitat va passar a la rereguarda però el Enfonsament del Front d'Aragó va obligar a la seva reincorporació a la fi de març, aconseguint Lleida després d'arribar a les Borges Blanques el 27 de març. En aquest moment va poder reconstruir el front en el riu Segre, aconseguint restaurar la disciplina i l'ordre entre les unitats republicanes en desbandada. Entre el 28 de març i el 3 d'abril la divisió va liderar la Defensa de Lleida, retardant l'avanç franquista. Encara que el 3 d'abril la ciutat va caure en poder de la 13a Divisió franquista, la divisió va ser condecorada per la seva actuació a Lleida.

### Batalla de l'Ebre
En els mesos següents es va estar preparant per l'ofensiva de l'Ebre i el 25 de juliol tota la divisió va travessar el riu, menys el seu Comandant en cap: Havia estat rellevat del comandament la vespra del començament de l'operació i el Major de milícies Domiciano Leal el va substituir en el comandament de la Divisió. Després d'assegurar la posició del cap de pont, van continuar l'avanç cap a l'interior per a enllaçar amb les tropes de l'11a Divisió i prendre el control de les serres de Pàndols i Cavalls, posicions que dominaven les altures de Gandesa i excel·lents punts d'observació i defensa. A primeres hores del dia 26 els republicans van aconseguir prendre el control d'aquestes posicions, però es trobaven físicament esgotats i no van poder llançar-se a l'assalt de Gandesa ni continuar l'avanç cap a les localitats de Bot o Batea, situades al sud de la primera. Domiciano Leal va morir per l'impacte d'un obús d'artilleria mentre reconeixia el terreny, i fou substituït per Vicente López Tovar el 23 de setembre. Sota el comandament de López Tovar la divisió va encarar les últimes fases de la batalla de l'Ebre fins a la seva retirada final a l'altre costat del riu.

### Retirada de Catalunya
En les primeres fases de la Campanya de Catalunya (Desembre de 1938) la divisió es va traslladar al costat de tot el V Cos d'Exèrcit al Front del Segre, intentant contenir l'avanç franquista en aquesta zona però va anar en va. El 17 de gener de 1939, en retirada cap a Barcelona, va haver-hi un nou canvi de comandaments i el Major de milícies Rodolfo Bosch Pearson va quedar com a nou Comandant, però poc va poder fer a part d'aconseguir retirar-se fins a la Frontera franco-espanyola a principis de febrer.

## Comandaments

### Comandants
- Major de milícies Valentín González González «El Campesino» (des de juny de 1937);
- Major de milícies Domiciano Leal Sargenta (des de juliol de 1938);
- Major de milícies Vicente López Tovar (des del 23 de setembre de 1938);[17]
- Major de milícies Rodolfo Bosch Pearson (des del 17 de gener de 1939);

### Comissaris
- Félix Navarro, del PCE, i Manuel Lorenzo González, del PSOE, durant la seva creació.[17]
- José del Campo Sanz,[19] del PCE, des de juliol de 1937 fins al final de la guerra.

### Caps d'Estat Major
- Major de milícies Manuel Sánchez Pavón.

## Ordre de batalla
| Data                 | Cos d'Exèrcit adscrit | Front de batalla | Brigades mixtes integrades |
| Juny de 1937         | V Cos d'Exèrcit       | Centre           | 10a i 101a                 |
| Agost de 1937        | V Cos d'Exèrcit       | Aragó            | 10a, 101a i 209a           |
| 16 d'abril de 1938   | V Cos d'Exèrcit       | Segre            | 10a, 101a i 60a            |
| 24 de juliol de 1938 | V Cos d'Exèrcit       | Ebre             | 10a, 101a i 37a            |